# Cory Laylin
Cory Laylin (* 24. Januar 1970 in St. Cloud, Minnesota) ist ein ehemaliger US-amerikanischer Eishockeyspieler und derzeitiger -trainer, der zwei Spielzeiten in der Deutschen Eishockey Liga und vier in der 2. Bundesliga verbracht hat. In den 1990er Jahren war er auch als professioneller Inlinehockeyspieler in der nordamerikanischen Roller Hockey International aktiv. Laylin spielte in seiner Karriere als Verteidiger und Stürmer.

## Karriere

### Karriere als Spieler
Cory Laylin spielte während seiner Zeit an der High School für das Team der St. Cloud Apollo High School. Beim NHL Entry Draft 1988 wählten ihn die Pittsburgh Penguins in der elften Runde an 214. Position aus. Anschließend spielte er für das Team der University of Minnesota. In seinem ersten Jahr erreichte er mit den Golden Gophers das Finale um die National Collegiate Athletic Association-Meisterschaft. Beim Stand von 3:3 in der Overtime gegen die Harvard University traf der spätere NHL-Spieler Randy Skarda den Pfosten, im darauffolgenden Konter schoss Harvard das Siegtor zum 4:3 und gewann die Meisterschaft. Laylin blieb noch drei weitere Jahre in Saint Paul.
In der Saison 1992/93 spielte er für die Flint Bulldogs in der Colonial Hockey League. Hier kam er auf sieben Spiele und setzte das folgende Jahr komplett aus. 1994 unterschrieb der US-Amerikaner beim EK Zell am See in der Österreichischen Bundesliga. In der nächsten Saison war er in Österreich, Slowenien und der Schweiz aktiv. Weitere Stationen waren der HK Sportina Bled in der Alpenliga und drei Clubs aus der italienischen Serie A1. Zur Saison 1999/2000 unterschrieb Laylin beim Iserlohner EC, mit dem er die Play-offs der 2. Bundesliga erreichte. Es folgte der Wechsel zum SC Bietigheim-Bissingen. Nach 25 Partien kehrte der Linksschütze zurück nach Nordamerika und ging für die San Diego Gulls in der West Coast Hockey League auf das Eis.
Nach dem Gewinn des Taylor Cups wechselte er zurück nach Iserlohn, dessen Mannschaft inzwischen in der Deutschen Eishockey Liga spielte. Mit den Iserlohn Roosters verpasste er die Play-offs, wurde aber Topscorer der Mannschaft und zum „Spieler des Jahres“ gewählt. Da die Saison der WCHL noch lief, absolvierte Laylin 14 Spiele für die San Diego Gulls. 2002 schloss er sich den Frankfurt Lions an, mit denen er in den Play-downs in sechs Partien den Schwenninger ERC Wild Wings unterlag. In der Saison 2003/04 spielte der US-Amerikaner für den HC Sierre in der Nationalliga B. Nach einem Jahr kam er zurück nach Deutschland und spielte für die Wölfe Freiburg in der 2. Bundesliga. Mit dem neunten Platz reichte es für sein Team für die Play-downs, in denen der Klassenerhalt gelang.
2005 wechselte Laylin nach Dänemark zu den Frederikshavn White Hawks. Nach seiner ersten Saison verlängerte er zum ersten Mal in seiner Profikarriere seinen Vertrag und erreichte mit seinem Team die Play-offs. Seine letzte aktive Saison begann Laylin 2008 bei den Bloomington Prairie Thunder in der International Hockey League. Nach 32 Spielen wechselte er zum EV Landsberg in die 2. Bundesliga. Die Landsberger, die aufgrund finanzieller Probleme während der Spielzeit einige Leistungsträger gehen ließen, erreichten nach der regulären Saison den letzten Platz und mussten somit in die Play-downs. Dort unterlag die Mannschaft um Laylin dem EV Ravensburg und musste in die Oberliga absteigen. Der US-Amerikaner beendete anschließend seine Karriere.

### Karriere als Trainer
Laylin, der die höchste US-amerikanische Trainerlizenz besitzt, war von 2008 bis 2010 in der Funktion als Assistenztrainer der Eishockeymannschaft der Hamline University tätig, ehe er zur Saison 2010/11 einen Vertrag als Co-Trainer bei den Kassel Huskies unterschrieb. Der Verein wurde jedoch noch vor Saisonbeginn aufgelöst. Stattdessen fungierte Laylin während der Saison 2010/11 als Cheftrainer der Buffalo Bisons, eine High-School-Eishockeymannschaft aus Minnesota. Zur folgenden Spielzeit verpflichtete ihn in derselben Position der SV Kaltern aus der italienischen Serie A2. 2012 kehrte er zurück in die USA und übernahm die Brookings Blizzard aus der North American Hockey League. Seit 2014 arbeitet er wieder im College-Bereich, zunächst als Chefcoach an der Hamline University und seit 2021 als Assistenztrainer an der University of St. Thomas.
Parallel war er mehrere Jahre lang auch für USA Hockey tätig, unter anderem als Cheftrainer der U18-Nationalmannschaft beim Hlinka Gretzky Cup 2018.

## Erfolge und Auszeichnungen
- 1996 Outstanding Defenseman Award (Roller Hockey International)
- 2001 Taylor-Cup-Gewinn mit den San Diego Gulls
- 2002 „Spieler des Jahres“ der Iserlohn Roosters

## Karrierestatistik
1 angegeben sind Play-down-Werte

### Inlinehockey
(Legende zur Spielerstatistik: Sp oder GP = absolvierte Spiele; T oder G = erzielte Tore; V oder A = erzielte Assists; Pkt oder Pts = erzielte Scorerpunkte; SM oder PIM = erhaltene Strafminuten; +/− = Plus/Minus-Bilanz; PP = erzielte Überzahltore; SH = erzielte Unterzahltore; GW = erzielte Siegtore; 1 Play-downs/Relegation; Kursiv: Statistik nicht vollständig)